# Ismaïla Sarr
Ismaïla Sarr (* 25. února 1998 Saint-Louis) je senegalský profesionální fotbalista, který hraje na pozici křídelníka či útočníka za francouzský klub Olympique Marseille a za senegalský národní tým.

## Klubová kariéra
Sarr se narodil ve městě Saint-Louis v Senegalu a svou fotbalovou kariéru zahájil v akademii senegalského fotbalového klubu Génération Foot, ve které působil mimo jiné i Sadio Mané.

### Metz
Dne 13. července 2016, Sarr podepsal svou první profesionální smlouvu s francouzským klubem FC Metz, a to na pět let. V lize debutoval 13. srpna 2016 proti v zápase proti Lille OSC na Stade Saint-Symphorien, který Méty vyhrály 3:2. V tomto zápase odehrál 20 minut poté, co vystřídal Florenta Molleta. V základní sestavě ligového utkání se poprvé objevil 11. září v zápase proti Nantes (výhra 3:0). Svoji první branku vstřelil 8. února následujícího roku do sítě Dijonu při výhře 2:1. Ve své první, a zároveň jediné, sezóně v dresu Les Grenats přidal další 4 ligové branky. Jeho závěrečná bilance v ligových zápasech byla: 31 zápasů, 5 vstřelených branek a 5 asistencí.

### Stade Rennais
Dne 26. července 2017 přestoupil Sarr do jiného francouzského prvoligového klubu Stade Rennais za částku okolo 17 miliónů euro. Senegalský křídelník podepsal smlouvu na čtyři roky. V klubu debutoval 5. srpna 2017, a to v prvním ligovém kole sezóny proti Troyes při remíze 1:1. Svoji první branku vstřelil v zápase 4. kola do sítě Toulouse. 24. září nedohrál, kvůli zranění kotník, utkání proti Saint-Étienne. Podrobné vyšetření odhalilo zlomeninu s tím, že bude nutná operace. Na ligový trávník se vrátil až na začátku následujícího roku, kdy nastoupil do utkání proti Marseille. V průběhu března 2018 vstřelil Sarr tři branky ve třech po sobě jdoucích ligových zápasech, a to proti Amiens, Saint-Étienne a Bordeaux.
Dne 20. září 2018 debutoval Sarr v evropských pohárech. V zápase základní skupiny Evropské ligy proti Jablonci se objevil v základní sestavě v 31. minutě otevřel skóre utkání, které skončilo vítězstvím francouzského celku 2:1.Jeho branka byla na konci sezóny zvolena gólem soutěže v ročníku 2018/19. 13. prosince 2018 Sarr skóroval dvakrát ve druhém poločase zápasu proti Astaně ve stejné soutěži. Zajistil tím Rennes postup do vyřazovací části soutěže. V osmifinále soutěže se střelecky prosadil v prvním zápase proti londýnskému Arsenalu při výhře 3:1.

### Watford
Dne 8. srpna 2019 přestoupil Sarr do anglického prvoligového Watfordu, kde podepsal pětiletou smlouvu. Poplatek za přestup zaplacený Rennes byl ve výši asi 30 miliónů euro a stal se tak historicky nejdražší posilou The Hornets. V Premier League debutoval ve třetím kole sezóny 2019/20 proti West Hamu. Svůj první gól v dresu Watfordu vstřelil o tři dny později v zápase EFL Cupu proti Coventry City. Svoji první ligovou branku dal 30. listopadu do sítě Southamptonu, nicméně prohře 1:2 nezabránil. 29. února 2020 dal Sarr dva góly a přidal jednu asistenci při domácím vítězství 3:0 Watfordu nad Liverpoolem; jednalo se o první porážku Liverpoolu v sezóně 2019/20, který ukončila sérii 44 ligových zápasů bez porážky. Sarr již další ligovou branku v sezóně nepřidal, a spolu s klubem sestoupil z nejvyšší soutěže, když skončili na 18. místě v ligové tabulce.
Dne 13. února 2021 vstřelil v zápase proti Bristolu City dvě branky a na další tři branky přihrál při vysokém vítězství 6:0. 24. dubna 2021 Sarr skóroval z pokutového kopu při domácím vítězství Watfordu 1:0 nad Millwallem v EFL Championship, a zajistil tím klubu po jedné sezóně návrat do Premier League. Sarr zakončil sezónu jako nejlepší střelec Watfordu, když vstřelil třináct ligových gólů.
Sarr skóroval při výhře Watfordu 3:2 nad Aston Villou v úvodním zápase sezóny Premier League 2021/22. 18. září, v pátém ligovém kole, vstřelil dvě branky do sítě Norwiche a pomohl tím k výhře 3:1.

## Reprezentační kariéra
Svůj reprezentační debut, v národním týmu Senegalu, si oficiálně odbyl 15. ledna 2017, když odehrál 30 minut zápasu proti Tunisku na Africkém poháru národů. Na turnaji, kde Senegal vypadl ve čtvrtfinále proti Kamerunu po penaltovém rozstřelu, nastoupil ještě do dvou zápasů v základní skupině.
V květnu 2018 byl nominován do 23členného týmu Senegalu na závěrečný turnaj Mistrovství světa 2018 do Ruska. Sarr odehrál všechny tři celé utkání v základní skupině, ze které však africký celek nepostoupil kvůli špatnému fair play skóre (obdrželi více žlutých karet než hráči Japonska).
V roce 2019 byl Sarr součástí senegalského týmu, který se dostal do finále Afrického poháru národů, teprve podruhé v historii národa. 19. července 2019 odehrál celých 90 minut finále, které Senegal prohrál 1:0 proti Alžírsku.

## Statistiky

### Klubové
K 18. září 2021
| Klub    | Sezóna  | Liga           | Liga   | Liga | Národní pohár | Národní pohár | Ligový pohár | Ligový pohár | Evropské poháry | Evropské poháry | Celkem | Celkem |
| Klub    | Sezóna  | Liga           | Zápasy | Góly | Zápasy        | Góly          | Zápasy       | Góly         | Zápasy          | Góly            | Zápasy | Góly   |
| ------- | ------- | -------------- | ------ | ---- | ------------- | ------------- | ------------ | ------------ | --------------- | --------------- | ------ | ------ |
| Metz    | 2016/17 | Ligue 1        | 31     | 5    | 0             | 0             | 2            | 0            | —               | —               | 33     | 5      |
| Rennes  | 2017/18 | Ligue 1        | 24     | 5    | 1             | 0             | 2            | 0            | —               | —               | 27     | 5      |
| Rennes  | 2018/19 | Ligue 1        | 35     | 8    | 5             | 1             | 1            | 0            | 9               | 4               | 50     | 13     |
| Rennes  | Celkem  | Celkem         | 59     | 13   | 6             | 1             | 3            | 0            | 9               | 4               | 77     | 18     |
| Watford | 2019/20 | Premier League | 28     | 5    | 0             | 0             | 2            | 1            | —               | —               | 30     | 6      |
| Watford | 2020/21 | Championship   | 39     | 13   | 1             | 0             | 0            | 0            | —               | —               | 40     | 13     |
| Watford | 2021/22 | Premier League | 5      | 3    | 0             | 0             | 0            | 0            | —               | —               | 5      | 3      |
| Watford | Celkem  | Celkem         | 72     | 21   | 1             | 0             | 2            | 1            | —               | —               | 75     | 22     |
| Celkem  | Celkem  | Celkem         | 162    | 39   | 7             | 1             | 7            | 1            | 9               | 4               | 185    | 45     |

### Reprezentační
K 7. září 2021
| Senegal | Senegal | Senegal |
| Rok     | Zápasy  | Góly    |
| ------- | ------- | ------- |
| 2017    | 8       | 1       |
| 2018    | 10      | 1       |
| 2019    | 9       | 1       |
| 2020    | 3       | 1       |
| 2021    | 4       | 2       |
| Celkem  | 34      | 6       |

#### Reprezentační góly
K 7. září 2021. Skóre a výsledky Senegalu jsou vždy zapisovány jako první
| Gól | Datum            | Místo                                             | Soupeř            | Skóre | Výsledek | Soutěž                                |
| --- | ---------------- | ------------------------------------------------- | ----------------- | ----- | -------- | ------------------------------------- |
| 1.  | 5. září 2017     | Stade du 4 Août, Ouagadougou, Burkina Faso        | Burkina Faso      | 1:1   | 2:2      | Kvalifikace na Mistrovství světa 2018 |
| 2.  | 8. června 2018   | Stadion Gradski vrt, Osijek, Chorvatsko           | Chorvatsko        | 1:0   | 1:2      | Přátelský zápas                       |
| 3.  | 1. července 2019 | 30 June Stadium, Káhira, Egypt                    | Keňa              | 1:0   | 3:0      | Africký pohár národů 2019             |
| 4.  | 9. října 2020    | Prince Moulay Abdellah Stadium, Rabat, Maroko     | Maroko            | 1:3   | 1:3      | Přátelský zápas                       |
| 5.  | 5. června 2021   | Stade Lat-Dior, Thiès, Senegal                    | Zambie            | 3:0   | 3:1      | Přátelský zápas                       |
| 6.  | 7. září 2021     | Stade Alphonse Massamba-Débat, Brazzaville, Kongo | Konžská republika | 2:1   | 3:1      | Kvalifikace na Mistrovství světa 2022 |

## Ocenění

### Klubové

#### Rennes
- Coupe de France: 2018/19[40]

### Individuální
- Gól sezóny Evropské ligy UEFA sezóny: 2018/19[41]